# Щапов Ярослав Миколайович
Яросла́в Микола́йович Ща́пов (6 травня 1928, Москва — 31 серпня 2011, там само) — російський історик. Доктор історичних наук. Професор. Член-кореспондент АН СРСР (1987).

## Біографія
Син доктора технічних наук Миколи Михайловича Щапова.
1952 року закінчив Московський університет.
Лауреат Макаріївської премії.
Автор праць з історії Давньої Русі 9—14 століть.
Дослідник історії Церкви і церковного права Київської Русі, автор каталогів кириличних рукописів, у тому числі українських. Доктор історичних наук (1975), професор (1992). Член-кореспондент АН СРСР (1987; із 1991 — РАН).
Народився в м. Москва. 1990—2000 — керівник Центру історії релігії
Інституту російської історії РАН. 1990—96 — голова Російського товариства істориків і архівістів. Із 1992 — професор історичного факультету Московського університету.
1998—2001 — голова наукової ради «Роль релігій в історії» РАН.
Член Національного комітету російських істориків, Російсько-польської комісії істориків і Комісії порівняльної історії Церкви при Національному комітеті російських істориків.
Автор понад 350 наукових праць, які присвячувалися дослідженню Київської Русі, соціальних відносин, релігії, культури, візантійсько-руських
відносин та ін.
Помер у м. Москва

## Праці
- Древнерусские княжеские уставы XI—XV вв. / Издание подготовил Я.Н. Щапов; [Ответственный редактор академик Л.В. Черепнин]; Академия наук СССР. Институт истории СССР. Москва: Наука, 1976.